# Melissa Auf der Maur
Pour les articles homonymes, voir Auf der Maur.
 (octobre 2021).
Si vous disposez d'ouvrages ou d'articles de référence ou si vous connaissez des sites web de qualité traitant du thème abordé ici, merci de compléter l'article en donnant les références utiles à sa vérifiabilité et en les liant à la section « Notes et références ».
Melissa Gaboriau Auf der Maur est une musicienne de rock, photographe, chanteuse et actrice canadienne née le 17 mars 1972 à Montréal, Québec.

## Biographie
Melissa est la fille du journaliste Nick Auf der Maur, défunt chroniqueur et conseiller politique municipal, et de Linda Gaboriau, traductrice et première femme DJ à Montréal. Les Montréalais ont appris à connaître Melissa à travers les écrits de son père qui en parlait régulièrement dans ses papiers alors que la future musicienne est encore enfant. Le nom de famille signifie littéralement « sur le mur » en allemand (auf der Mauer).
Elle voyage une courte période de temps au Kenya avec sa mère, mais rentre rapidement au Québec. Sa langue maternelle est l'anglais, mais elle parle aussi couramment le français. Elle obtient un baccalauréat en photographie à l'Université Concordia à Montréal. Son travail est publié dans plusieurs magazines importants et elle expose à plusieurs reprises notamment chez Sotheby's à New York.

### Tinker, Hole et The Smashing Pumpkins (1990-2001)
Au début des années 1990, Melissa Auf der Maur est membre d'un groupe nommé Tinker. Elle rencontre Billy Corgan lors du premier concert que son groupe, Smashing Pumpkins, donne à Montréal aux Foufounes Électriques. Tinker ouvre deux fois pour Smashing Pumpkins dans les années suivantes. Corgan propose donc Melissa Auf der Maur à Courtney Love lorsqu'il apprend que celle-ci cherche une musicienne pour son groupe Hole, à la suite du décès de la bassiste Kristen Pfaff. Auf der Maur fait partie de Hole pendant cinq années et apparaît sur l'album studio Celebrity Skin. Elle annonce son départ le 20 octobre 1999 alors que Hole paraît avoir cessé ses activités, et rejoint les Smashing Pumpkins à la place de D'arcy Wretzky qui a annoncé son départ quelques semaines plus tôt. Elle n'apparaît pas sur l'album du groupe MACHINA/The Machines of God qui est déjà enregistré. Elle participe cependant à la tournée "Sacred and Profane". Celle-ci est alors censé être la tournée d'adieu du groupe et prend fin en octobre 2000.

### Participations à divers projets (2001-)
En 2001, elle apparaît sur l'album Poses, de son ami d'enfance Rufus Wainwright.
En 2002, sur l'album Paradize d' Indochine, elle chante sur la chanson Le Grand Secret.
Toujours en 2002, elle participe au projet Hand of Doom, un album hommage à Black Sabbath où elle chante aux côtés de Guy Stevens (guitare), Molly R. Stern (basse), Pedro Yanowitz (batterie) et Joey Garfield (percussions, samples). Ils enregistrent un album live, Live in Los Angeles.
En 2007 elle co-écrit et chante en duo avec Daniel Victor (Neverending White Lights) le titre The World Is Darker, présent sur l'album Act II: The Blood And The Life Eternal.
Le 2 février 2006, il est révélé que Billy Corgan et Jimmy Chamberlin se sont entendus pour tenter de relancer les Smashing Pumpkins. Ils sont à ce moment les deux seuls ex-membres impliqués dans ce projet. Melissa Auf der Maur a indiqué qu'elle serait d'accord pour y reprendre sa place de bassiste si elle y était invitée.

### Albums solos
Elle sort son premier album solo Auf der Maur le 2 février 2004 avec le groupe homonyme créé pour l'occasion. Trois singles seront exploités Followed The Waves, Real A Lie, Taste You (le morceau sera aussi exploité en France, mais dans sa version francophone). Parallèlement à la sortie de l'album, elle entame une tournée mondiale.
Dans une interview en 2007, elle annonce que son second album solo est terminé. En 2008, Glen Danzig et Melissa ont enregistré un duo intitulé Father's Grave. Après de multiples reports et la sortie d'un premier un EP de trois titres This Would Be Paradise, sorti sur iTunes 11 novembre 2008, l'album est publié sous le nom de MAdM le 30 mars 2010 pour le Canada, le 6 avril pour les États-Unis et le 12 avril via le label Roadrunner Records pour l'Europe et le reste du monde. 
Des rumeurs annonçant un possible retour de Melissa dans le groupe Hole reformé par Courtney Love mais sans Eric Erlandson, circulent sur le net. Elles seront finalement confirmées par Melissa. Cette dernière rejettera la proposition de Courtney Love.
Le 9 novembre 2009, elle publie un premier single, Out of Our Minds (en), extrait de son nouvel album, disponible gratuitement au téléchargement sur son site. Le 12 janvier 2010, le clip vidéo Out of Our Minds est disponible sur son site. Le 4 octobre 2010, elle met en ligne son nouveau clip vidéo Meet Me on the Dark Side.

## Discographie

### Albums studio
- 2004 : Auf der Maur
- 2010 : Out of Our Minds

### EPs
- 2008 This Would Be Paradise
- 2009 OOOM

### Singles
- 2004 (février) Followed the Waves
- 2004 (mai) Real a Lie
- 2004 (septembre) Taste You
- 2009 Out of Our Minds
- 2010 Meet Me On The Dark Side